# Teresa Teng
Teresa Teng (simplificeret kinesisk: 邓丽君trad. kin.: 鄧麗君 pinyin: Dèng Lìjūn) (født 29. januar 1953 i Taiwan, død 8. maj 1995 i Thailand) var en taiwanesisk popsangerinde.
Teresa Teng er nok den allermest kendte kinesiske sangerinde i østen.
Hendes repertoire bestod mest af traditionelle, stille og iørefaldende sange på så forskellige sprog som mandarin, kantonesisk, japansk, indonesisk og engelsk. Flere af hendes sange blev brugt som underlægningsmusik til den danske film Kinamand.
Hun døde som følge af et astmaanfald i en ambulance, som sad fast i en trafikprop, på vej til hospitalet i Chiang Mai, Thailand.

## Kendteste sange
- "When Will You Return?" – Sangen blev brugt i filmen Meteor Garden. Oprindeligt sunget af Shanghai-sangeren Zhou Xuan
- "Endless Love" (Bu Liao Qing)- Først sunget af Koo Mei.
- "Wine Added to Coffee"
- "As Gentle As a Breeze" 恰似你的温柔Qià Sì Nǐ De Wēn Róu, lit: Just Like Your Tenderness, covering a song originally recorded by Tsai Chin (蔡琴)
- "A Small Wish" 个小心愿 Gè Xiǎo Xīn Yuàn
- "The Milky Way" 云河 Yún Hé, lit: Cloud River
- "Fragrance of the Night" 夜来香 Yè Lái Xiāng
- "How Would You Explain" 你怎么说 Kàn Jīn Tiān Nǐ Zěn Mé Shuō, lit: Let's See What You'll Say Today
- "Raining on the East Mountain" 东山飘雨西山晴 Dōng Shān Piāo Yǔ Xī Shān Qíng, lit: East Mountain Raining West Mountain Clear
- "The Moon Represents My Heart" 月亮代表我的心 Yuè Liàng Dài Biǎo Wǒ De Xīn – Mange andre sangere har givet deres version af denne sang, blandt andre:Leslie Cheung på albummet Forever, Jerry Yan, Sammi Cheng, Linda Wong, Anita Mui.
- "Stroll on the Road of Life" 漫步人生路 Màn Bù Rén Shēng Lù
- "Your Sweet Smiles" 甜蜜蜜Tián Mì Mì, lit: Sweet Honey Honey – Denne sang blev senere brugt i Love Storm, hvor den blev sunget af Leon Lai i et mere livligt format og af Machi Didi i rap format. Afdøde Roman Tam sang den også som en hyldest til Teresa Teng
- "On the Other Side of the Water" 在水一方Zài Shǔi Yī Fāng
- "Small Town Story" 小城故事 Xiǎo Chéng Gù Shì
- "Forget Him" 忘记他 Wàng Jì Tā
- "Do You Know Whom I Love" 你可知道我爱谁 Nǐ Kě Zhī Dào Wǒ Ài Shéi
- "Thank You" 谢谢你|p=Xiè Xiè Nǐ
- "Goodbye My Love" 再见，我的爱人Zài Jiàn, Wǒ De Ài Rén, Indonesian language: Selamat Tinggal Kekasih – Dette er Teresa Tengs mest populære sang i Indonesien. Teresa Teng indspillede den indonesiske version af sangen i 1977, hvor den var blevet oversat af den indonesiske komponist, A. Riyanto, til brug for hendes eneste album på índonesisk
- "Wishing We Last Forever" 但愿人长久/水调歌头Dàn Yuàn Rén Cháng Jǐu/Shuǐ Diāo Gē Tou – Et traditionelt digt, omsat til en sang. Faye Wong genindspillede den senere. Jolin Tsai sang den også, akkompagneret af Jay Zhou på piano.
- "How Many Worries" 几多愁/虞美人 Jǐ Duō Chóu/Yú Měi Rén – Et andet digt, som blev til en sang.
- "I Only Care About You" 我只在乎你Wǒ Zhǐ Zài hū Nǐ; Japanese: 時の流れに身をまかせ (Toki-ni nagare-ni mi-o makase), "I Leave Myself in the Hands of The Flow of Time" – Hun sang denne sang i duet med Jackie Chan og med Itsuki Hiroshi. Den samme sang blev senere også sunget af Gigi Leung.
- "Fruit" (Japanese: 別れの予感 (Wakare-no yokan))
- "To Live With You From Now On" (Japanese: あなたと共に生きてゆく)(Anata to Tomo ni Ikite Yuku) – Dette blev hendes sidste single på japansk. Den blev genindspillet af tekstforfatteren, Zard, (Izumi Sakai) i 2005. Den nye version omfattede som en overraskelse musik, der blev spillet af Erhu, og den indeholdt samtaler på mandarin i højtideligholdelse af 10-året for Tengs død.